# 楊學程
楊學程（16世紀—17世紀），字思履，陝西漢中府西鄉縣人，明朝政治人物。

## 生平
楊學程是萬曆四十年（1612年）的舉人，四十四年（1616年）會試中副榜，授蒲城教諭，勤於教授學生，天啟二年（1622年）陞任壺關知縣，為政明敏而廉潔，改建文廟學宮，教導士子孜孜不倦，又改革倉役便民。
崇禎年間楊學程改任永寧知州，處事明察，讓吏民畏服，擢官成都同知；十年（1637年）饑荒時，他在家鄉捐糧救活萬人，死後入祀鄉賢祠和永寧州名宦祠。

## 引用
1. 1 2  康熙《西鄉縣志·卷四·秩官志》：進士……楊學程，萬歷癸丑會試副榜，歷官湖廣長沙府知府，入鄉賢。……舉人……楊學程，萬歷壬子科鄉魁，見進士……鄉賢……楊學程，性端方，樂善好施，由鄉薦授廣文，歷秩方面節操廉潔，誥贈奉直大夫。崇禎十年大饑，施米濟活萬人，為當代所罕見，至今猶嘖嘖人口，康熙二十年入祀。
2. ↑  咸豐《同州府志·卷二十七·良吏傳上》：楊學程，西鄉人，持躬端方，蒲城教諭，延士課藝，勤於奉公，陞壺關知縣。
3. ↑  道光《壺關縣志·卷五·官師志》：楊學程，陝西西鄉進士【乙榜】，天啟二年任，涖政明敏，持己謙潔，拓文廟學宮，誘誨士林孜孜不倦，市里闤門員皆為改觀，革倉役之累，民永便之。
4. ↑  四庫全書《山西通志·卷九十二·名宦十》：楊學程，陜西漢中人，崇禎間以舉人任永寧州知州，天資明敏，遇事洞見本末，吏民畏服，後擢成都同知去，民立祠祀焉。